# Criofijación
La criofijación es una técnica para la fijación o estabilización de materiales biológicos como el primer paso en la preparación de muestras para microscopía electrónica y microscopía crioelectrónica. Las muestras típicas para la criofijación incluyen pequeñas muestras de tejido vegetal o animal, suspensiones celulares de microorganismos o células cultivadas, suspensiones de virus o cápsidas de virus y muestras de macromoléculas purificadas, especialmente proteínas.

## Congelación profunda
El método implica el enfriamiento ultrarrápido de pequeñas muestras de tejido o células a la temperatura del nitrógeno líquido (−196 °C) o inferior, deteniendo todo movimiento y actividad metabólica y preservando la estructura interna congelando todas las fases fluidas sólidas. Típicamente, una muestra se sumerge en nitrógeno líquido o en etano líquido o propano líquido en un recipiente enfriado por nitrógeno líquido. El objetivo final es congelar la muestra tan rápidamente (a 104 a 106 K por segundo) que los cristales de hielo no pueden formarse o se les impide crecer lo suficiente como para causar daños a la ultraestructura de la muestra. La formación de muestras que contienen muestras en hielo amorfo es el "santo grial" de la criomicroscopía biológica. 
En la práctica, es muy difícil lograr velocidades de enfriamiento lo suficientemente altas como para producir hielo amorfo en muestras de más de unos pocos micrómetros de espesor. Para este propósito, sumergir una muestra en nitrógeno líquido en su punto de ebullición (−196 °C) no siempre congela la muestra lo suficientemente rápido, por varias razones. Primero, el nitrógeno líquido hierve rápidamente alrededor del espécimen formando una película de N
2 gaseoso aislante que ralentiza la transferencia de calor al líquido criogénico, conocido como el efecto Leidenfrost. Las velocidades de enfriamiento se pueden mejorar bombeando el nitrógeno líquido con una bomba de vacío de paletas rotativas durante unas pocas decenas de segundos antes de sumergir la muestra en ella. Esto reduce la temperatura del nitrógeno líquido por debajo de su punto de ebullición, de modo que cuando la muestra se sumerge en ella, envuelve la muestra de cerca durante un breve período de tiempo y extrae el calor de manera más eficiente. Incluso se puede obtener un enfriamiento más rápido sumergiendo las muestras en propano líquido o etano (se ha encontrado que el etano es más eficiente) enfriado muy cerca de sus puntos de fusión usando nitrógeno líquido o golpeando la muestra contra nitrógeno líquido altamente pulido superficies metálicas refrigeradas de cobre o plata. En segundo lugar, dos propiedades del agua en sí mismas evitan la rápida crofijación en muestras grandes. La conductividad térmica del hielo es muy baja en comparación con la de los metales, y las liberaciones de agua del calor de fusión latente a medida que se congela, derrotando el enfriamiento rápido en muestras de más de unos pocos micrómetros de espesor. 

## Congelación a alta presión
La alta presión ayuda a prevenir la formación de grandes cristales de hielo. La congelación rápida auto presurizada (SPRF) puede utilizar muchos criógenos diferentes. Recientemente se ha promocionado como una alternativa atractiva y de bajo costo a la congelación a alta presión (HPF).